# Gwary północnowielkopolskie
Gwary północnowielkopolskie – gwary dialektu wielkopolskiego, używane na północy regionu.
Do ich cech należą:
- brak mazurzenia (poza mazurzącą gwarą Mazurów wieleńskich)
- udźwięczniająca fonetyka międzywyrazowa
- ścieśnienie samogłosek a, e i o
- rozłożone samogłoski nosowe
- labializacja o nagłosowego